# 2010년
2010년은 금요일로 시작하는 평년이다.

## 사건

#### 1월 ~ 6월
- 1월 1일

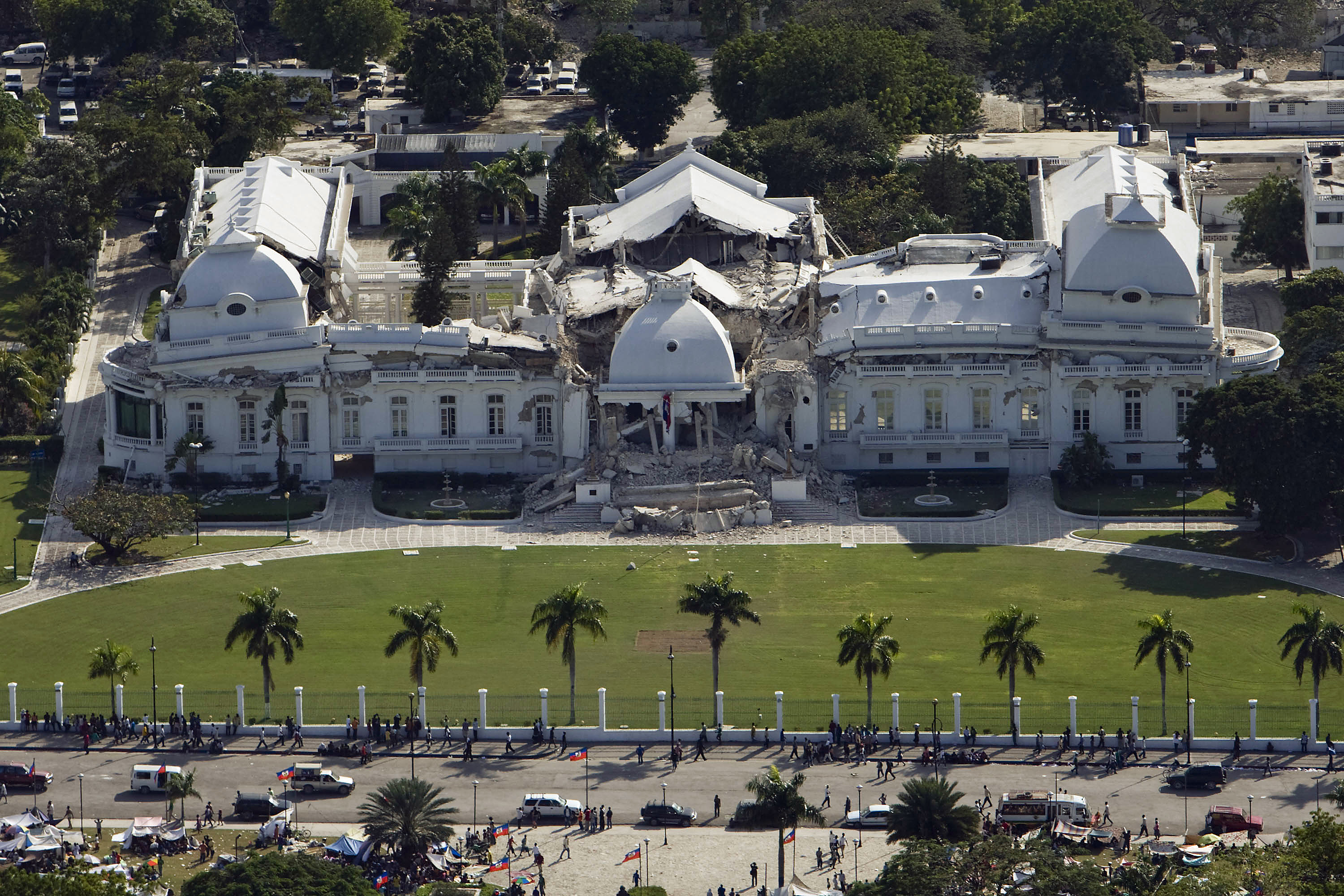
아이티 지진

  - 대한민국 정부는 성폭력 범죄자의 신상정보를 인터넷에 공개하도록 하였다.
  - 일부 전자기기에서 2010년을 제대로 인식하지 못하는 2010년 문제가 발생하였다.
  - 파키스탄에서 자살 폭탄 테러가 일어나 105명이 사망하였다.
- 1월 4일: 대한민국의 수도 서울과 중부지방에 기상 관측 이래 최대 폭설이 내렸다.
- 1월 8일: 2010년 아프리카 네이션스컵을 준비하던 토고 축구 국가대표팀이 버스로 앙골라 카빈다주에서 루안다로 이동하던 도중에 무장괴한의 총격을 받고 대표팀 버스 내 3명이 사망하였다. 이 사건으로 인해 토고는 기권을 선언하였다.
- 1월 12일: 아이티 포르토프랭스에서 규모 7.0의 강진이 일어나 적어도 31만 6천명 이상의 사상자가 발생하였다.
- 1월 14일 : 《울지마 톤즈》로 유명했던 한국의 슈바이처 이태석 신부가 선종하였다.
- 2월 5일
  - 일본 토요타 자동차의 잇단 대량 리콜 사태에 대해 도요다 아키오 사장이 나고야 미들랜드 스퀘어에서 긴급 기자회견을 열고 공식 사과하였다.
  - 대한민국 정부는 G20 정상회의 날짜를 11월 11일과 12일로 확정했다.
- 2월 10일
  - 조지아의 루지 선수 노다르 쿠마리타슈빌리가 개막일 몇 시간 전에 루지 연습을 하던 중, 썰매가 원심력 때문에 미끄러져 사망하였다.
  - 허정무 감독이 이끄는 대한민국이 중국에 0:3으로 참패를 당했다. (이 사건으로 32년 동안 이어져오던 공한증이 막을 내렸다.)
- 2월 15일: 벨기에 부이진겐에서 마주오던 통근열차가 충돌하여 최소 20여명이 사망하였다.
- 2월 19일: 아프리카 북부 모로코에서 이슬람사원 첨탑이 무너져 40여명이 사망하였다.
- 2월 21일: 포르투갈 마데이라섬 푼샬시내에서 산사태와 폭우가 발생 최소 42명이 사망하고 100여명이 부상을 당하였다.
- 2월 24일
  - 대한민국의 저명한 물리학 교수인 서강대학교 이성익 교수가 연구실적 부담으로 자살하였다.
  - 용각류 공룡 아비도사우루스 화석이 발견되었다.
- 2월 25일: 헌법재판소 재판관들이 사형제도에 대해 5:4로 합헌 결정을 내렸다.

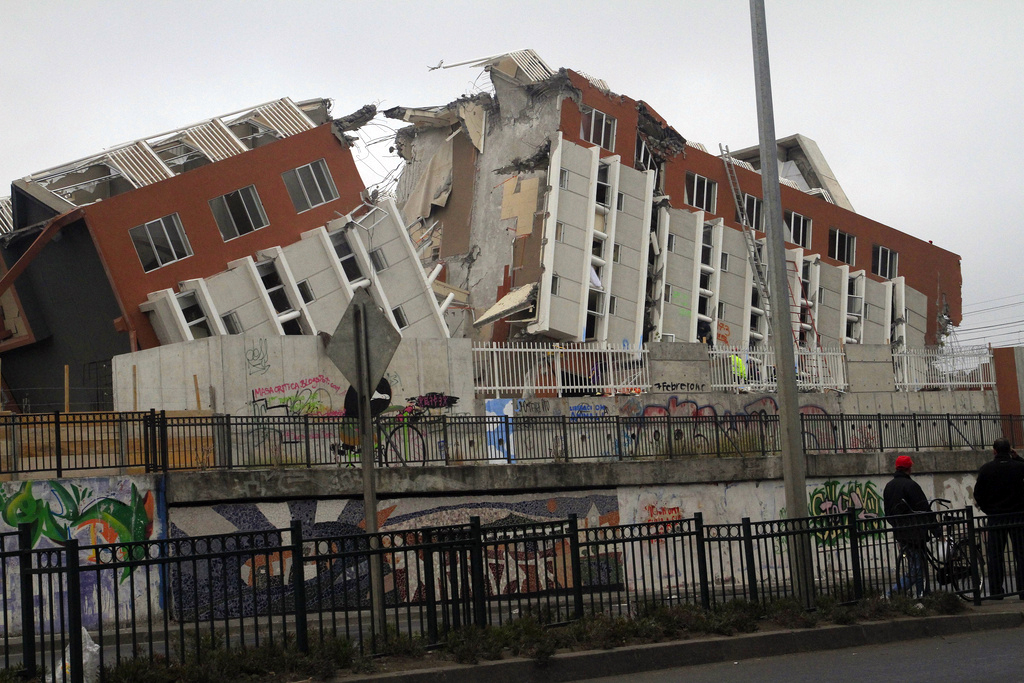
칠레 지진

- 2월 27일: 칠레 서부 태평양 연안에서 규모 8.8의 지진이 발생하였다. 이 지진으로 700여명이 사망하였다.
- 3월 1일: 2010년 한·일 삼일절 사이버 공격 사건이 일어났다.
- 3월 2일: 교원평가제가 처음으로 시행되었다. 전국 초, 중, 고교 교사들과 교감, 교장을 대상으로 교원평가를 실시하여 우수교사, 부적격교사를 판별한다.
- 3월 6일: 대한민국의 부산광역시에서 실종된 여중생이 실종된 지 11일 만에 숨진 채 발견되다.
- 3월 8일 ~ 3월 18일: 대한민국에서 한미연합 2010년 키 리졸브·독수리(KR/FE·Key Resolve/Foal Eagle) 연습이 시행되었다.
- 3월 8일: 튀르키예의 동부 엘라지주에서 규모 6.0의 지진이 발생해 최소 41명이 숨지고 60여명이 다쳤다.
- 3월 10일: 부산 여중생 살해사건의 범인 김길태가 검거되었다.
- 3월 11일: 대한민국의 승려인 법정이 78세를 일기로 사망(입적)하였다.
- 3월 21일
  - 미국의 건강보험 개혁법안이 연방 하원에서 가결 통과되었다.
  - 봉은사 주지인 명진이 봉은사 직영사찰과 관련하여 자승 총무원장과 한나라당 안상수 대표와의 관계를 폭로하다.
- 3월 26일
  - 대한민국 백령도 인근 해상에서 대한민국 해군 2함대 소속 1,200톤 급 초계함 천안함이 침몰하다.
  - 농림수산식품부 직원 7명, 운전자인 태안군청 공무원 1명이 탑승한 승합차가 충남 태안군 청포대해수욕장 해변을 달리다, 바위와 충돌해서 탑승자 전원이 사망하는 사고가 발생하다.
  - 안중근 의사 순국 100주년.[1]
- 3월 29일 : 러시아 모스크바에 있는 지하철에서 폭탄 테러가 발생하여 41명이 숨지고 88명이 다쳤다.
- 3월 30일: 특수전여단 한주호 준위가 대한민국 서해 백령도 부근 천안함 침몰 현장에서 생존장병 구조활동을 벌이다가 의식을 잃고 사망하였다.
- 4월 3일: 천안함 침몰 실종자 남기훈 상사의 시신이 발견되었다.
- 4월 5일
  - 멕시코 바하칼리포르니아반도에서 리히터 규모 7.2의 지진이 발생했다.
  - MBC가 대규모 총파업에 들어가다.
- 4월 7일: 천안함 침몰 실종자 김태석 상사의 시신이 발견되었다.
- 4월 10일: 러시아 서부 스몰렌스크 인근에서 폴란드의 레흐 카친스키 대통령과 영부인 등 132명이 탑승한 항공기가 추락하여 탑승자 전원이 사망하였다.
- 4월 14일
  - 중화인민공화국 칭하이성에서 진도 7.1의 지진이 발생하였다.
  - 아이슬란드 남부 에이야프얄라요쿨에서 화산이 분화했다.
- 4월 15일: 천안함의 함미가 침몰 20일 만에 인양되어 시신 36구 발견, 8명은 찾지 못했다.
- 4월 18일: 폴란드의 전 대통령 레흐 카친스키 대통령의 국장이 엄수되었다.
- 4월 20일
  - 전 조선민주주의인민공화국 로동당 비서인 황장엽을 살해하라는 지령을 받고 조선민주주의인민공화국에서 남파된 간첩 2명이 검거됐다.
  - 미국 멕시코만에 있던 석유 시추선 딥워터 허라이즌 기름 유출 사고로 11명이 사망, 17명이 부상했으며, 원유 2천억 배럴이 5개월 동안 멕시코만으로 유출돼 사상 최악의 기름유출 사고가 일어났다.
- 4월 22일: 천안함 함수 인양 작업 중 박보람 하사의 시신이 발견되었다.
- 4월 23일 - 그리스 총리가 국제통화기금과 유로존에 구제금융을 요청했다.
- 4월 24일: 천안함의 함수가 침몰 29일 만에 인양되어 박성균 하사의 시신이 발견되었고, 6명은 산화처리되었다.
- 4월 29일: 대한민국 천안함 희생 장병 46명의 영결식이 엄수되었다.
- 5월 6일: 바티칸 시국에서 스위스 근위대 신병들의 선서식이 거행되었다.
- 5월 18일
  - 하마스 정부는 팔레스타인 자치 정부 대통령 마흐무드 압바스의 동의 없이 가자 지구의 팔레스타인인 3명을 처형했다.
  - 탈레반의 자살 폭탄 차량은 아프가니스탄 수도 카불에서 아프가니스탄 민간인과 나토 호송군을 공격하여 많은 부상자가 생겼다.
  - 자살 폭탄 차량이 파키스탄 북서쪽 데라이스 마일 칸의 마을을 공격해 경찰차 및 12명이 사망하였다.
  - 모택동주의자로 의심되는 사람이 인도 라이푸르 중심부에서 450 km 남쪽에서 도로에 지뢰를 매설, 지나가던 버스 안의 35명이 사망하였다.
  - 반기문 UN 사무총장이 코스타리카의 크리스티나 피게라스를 신임 UNFCCC 사무총장으로 지명했다.
- 5월 20일: 대한민국 정부는 천안함 침몰 사건의 원인이 조선민주주의인민공화국의 어뢰공격에 의한 것이라고 공식 발표하다.
- 5월 21일: 프랑스의 파리에 있는 현대미술관에서 미술품 도난 사건으로는 역대 최대 피해액인 5억 유로에 달하는 그림들이 도난당했다.
- 5월 24일 - 5.24 조치 발표.
- 6월 2일 - 제5회 전국동시지방선거가 전국에서 실시되다.
- 6월 3일 - 대한민국의 부산광역시에서 제5차 G20 부산 재무장관 회의가 개최되다. ( ~ 6월 5일.)
- 6월 7일
  - 이스라엘 해군 정찰대가 7일 가자 지구 연안에서 팔레스타인 잠수부를 공격해 팔레스타인 군인이 최소 4명 사망했다.
  - 이회창 자유선진당 대표가 6.2 지방선거 패배와 관련해 책임을 지고 대표직을 사퇴한다는 뜻을 밝혔다.
- 6월 8일 - 대한민국 대통령 직속 사회통합위원회가 지역주의 극복을 위해서 현행 소선거구제를 중대선거구제로 개편하는 방안을 건의했다.
- 6월 10일 - 나로호가 발사되었으나 고도 70 km 지점에서 폭발, 추락하다.
- 6월 11일
  - 미국 아칸소주의 강변에서 홍수로 갑자기 물이 불어나 캠핑을 즐기던 야영객 20여 명이 사망하였다.
  - 키르기스스탄 오시에서 6월 10일 밤부터 시작된 키르기스계와 우즈베키스탄계 간의 민족 분규로 최소 37명이 사망하고 500여명이 다쳤다고 키르기스 보건부가 밝혔다. 키르기스 당국은 오시와 인근 지역에 6월 20일까지 비상사태를 선포했다.
- 6월 13일
  - 미국 지질조사국(USGS)은 13일 새벽 4시 반쯤(한국시간) 인도양 니코바르 제도 미사의 서쪽 171 km, 해저 33 km 지점에서 리히터 규모 7.7의 강진이 발생했다고 발표했다.
  - 일본 기상청은 13일 새벽 0시 45분 일본 아마미 제도(奄美諸島) 북서쪽 해저 10 km 지점에서 리히터 규모 5.1의 지진이 발생했다고 발표했다.
  - 벨기에 총선에서 신플람스 연맹(N-VA)이 가장 많은 의석을 확보했다.
- 6월 15일
  - 간 나오토 일본 총리가 재임 중 야스쿠니 신사에 참배하지 않겠다는 뜻을 밝혔다.
  - 대한민국과 튀르키예 정부가 튀르키예 북부 시노프 지방에 한국형 원전 2기(각 1400MW급)를 짓는 원전 협력 양해각서(MOU)를 체결했다.
- 6월 25일: 한국전쟁 60주년.
- 6월 30일: 교황 베네딕토 16세가 교황청 새복음화평의회를 신설하다.

#### 7월 ~ 12월
- 7월 1일 - 대한민국의 외국파병 전담부대인 국제평화지원단(온누리부대)이 창설되었다.
- 7월 2일
  - 대서양에서 발달한 '6월 허리케인'으로는 53년 만에 가장 강한 알렉스가 멕시코를 강타하여, 24명이 사망하다.
  - 탈레반으로 추정되는 6명이 아프가니스탄 북부 쿤두즈의 미국 국제개발처(USAID)의 지방재건사무소를 자살 폭탄 차량 및 총격으로 7시간에 걸쳐 공격하여 외국인을 포함한 최소 5명이 사망, 20여 명이 부상을 입었다.
- 7월 3일: 인천대교 버스 추락 사고가 발생하면서 14명이 사망하고 10명이 부상당하다.
- 7월 6일: 폴란드 대통령 선거 결선투표에서 브로니스와프 코모로프스키 하원의장이 승리하였다. 숨진 레흐 카친스키 전 대통령의 형인 야로스와프 카친스키가 후보로 출마했으나 지고 말았다. 출구조사결과 코모로프스키가 53.1%를 득표해, 카친스키 후보를 6%포인트차로 눌렀다. 폴란드 대선은 당초 오는 10월로 예정돼 있었으나 지난 4월 카친스키 전 대통령이 정부요인 등 95명과 함께 비행기 추락사고로 숨져 조기실시되다.
- 7월 7일: 파나마의 정치가 마누엘 노리에가가 프랑스에서 돈세탁 혐의로 징역 7년형을 언도 받았다.
- 7월 9일: 미국과 러시아가 냉전 이후 최대 규모로 간첩 포로를 교환하다.
- 7월 10일: 국제 연합 안전보장이사회가 천안함 침몰 사건에 대해 의장 성명을 만장일치로 공식 채택하다.
- 7월 14일: 지구 온난화로 인해 지구의 평균 기온이 기상 관측 역사상 최고를 기록하다.
- 7월 16일: 2010년 4월 석유 시추 설비 폭발 사고 이후 멕시코만에 기름을 유출하고 있던 유정을 막는 '차단 돔'의 시험 가동이 성공하였다고 사고회사인 BP측이 밝혔다.
- 7월 17일: 대한민국이 자체 개발한 현무-3 순항미사일이 실전 배치 되었다.
- 7월 22일: 국제사법재판소는 코소보의 독립 선언은 국제법상 위법 행위가 아니라는 판결을 내렸다.
- 7월 24일: 독일 뒤스부르크에서 열린 러브 퍼레이드 음악 축제에서 대규모 압사 사고가 발생하여 최소 19명이 숨지고 342명이 부상당하였다고 독일 현지 경찰이 밝혔다.
- 7월 26일: 러시아에서 처음으로 흑인 출신의 장그레구아르 사그보(베냉출신)가 시의원에 당선되다.
- 7월 28일: 2010년 상반기 국회의원 재보궐선거가 실시되다.
- 7월 29일: 대한민국의 정운찬 국무총리가 공식 사퇴하다.
- 7월 30일
  - 중화인민공화국 후난성 창사시의 세무서에서 폭발 사고가 발생해 4명이 사망하고 19명이 부상당하다.
  - 민주노동당 새 대표에 이정희 의원이 취임하다.
- 7월 31일 - 경기도 연천군 백학면 전동리 민간인출입통제선(민통선) 안에서 목함지뢰로 추정되는 폭발물이 터져 1명이 사망하고 1명이 부상당하다.
- 8월 2일
  - 대한민국 국방부에서 창군 이래 처음으로 여성 학군사관후보생(ROTC)을 선발하기로 하였다.
  - 파키스탄 북서부에서 발생한 홍수로 사망자가 1천 100명까지 늘어났으며, 2만 7천명이 고립했다고 AP통신이 밝혔다.
- 8월 8일: 대한민국의 이명박 대통령이 새 국무총리에 김태호 전 경상남도지사를 내정하고, 장관급 인사 9명과 차관급 인사 2명을 교체하는 개각을 단행하다.
- 8월 11일: 제4호 태풍 뎬무가 대한민국 전남 고흥반도 도화면에 상륙했고, 남부지방을 강타해 큰 피해를 남겼다.
- 8월 15일: 광화문이 일반 시민들에게 공개되었다.
- 8월 16일: 대한민국에서 한미연합군사령부 주도로 2010 을지프리덤 가디언 연습을 시행하다.
- 8월 24일: 유럽남부천문대가 물뱀자리 방향의 항성 HD 10180에서 7개의 행성을 발견하다.
- 8월 25일: 대한민국 국방부가 순직 장병들의 유족에게 지급하는 사망보상금 하한선을 2.5배 인상하는 내용을 핵심으로 하는 군인연금법 시행령 개정안을 공포했다.
- 8월 29일
  - 한일 강제 병합 100주년
  - 8.8 개각에서 내정되었던 김태호 국무총리 후보자, 신재민 문화체육관광부 장관 후보자, 이재훈 지식경제부 장관 후보자가 자진 사퇴하다.
- 9월 2일
  - 제7호 태풍 곤파스가 대한민국 인천광역시 강화도에 상륙, 한반도를 관통해 많은 피해가 발생하다.
  - 대한민국의 대표적인 개신교 지도자 중 한 명이었던 사랑의 교회 옥한흠원로 목사가 소천하였다.
- 9월 4일: 새벽 4시 35분 경, 규모 7.2의 강진이 뉴질랜드 남섬에서 발생하여 크라이스트처치 등의 지역에 비상사태가 선포되었다.
- 9월 7일: 제9호 태풍 "말로"가 대한해협을 통과하여 대한민국과 일본에 영향을 주었다.
- 9월 19일: 스웨덴 총선에서 프레드리크 레인펠트 총리가 이끄는 중도우파 연정이 49.3%의 득표율로 당선되다.
- 9월 22일: 대한민국 수도권 등 중부, 충청 지방에 330mm의 폭우가 쏟아져서 막대한 피해가 발생하다.
- 9월 23일: 한국철도공사 수색차량사업소에서 새마을호 2량 객차 화재가 발생하다.
- 9월 28일: 조선민주주의인민공화국 평양시에서 제3차 당대표자회가 소집되어 김정은, 김경희, 최룡해등 6명이 조선인민군 대장 칭호를 받았다. 또한 김정은의 후계구도가 공식화되었다.
- 10월 1일: 부산 해운대에서 38층 주상복합건물인 우신골든스위트에 화재가 발생하다.
- 10월 13일: 칠레 산호세 광산에서 매몰된 광부 33명에 대한 구조가 완료되다.
- 10월 14일 ~ 10월 15일 : 한반도 남해안에서 대한민국과 미국, 호주, 일본 등이 참여한 ‘동방의 노력 10(Eastern Endeavor 10)’이라는 이름의 대량살상무기 확산방지구상(PSI) 훈련이 실시되었다.
- 10월 20일: 교황 베네딕토 16세가 5대륙 13개국의 고위 성직자 24명을 추기경에 임명하다.
- 10월 21일: 미얀마가 정식 국명을 미얀마 연방에서 미얀마 연방 공화국으로 변경하다.
- 10월 27일: 2010년 구시군의장,시도의회의원,시군구의회의원 재보궐선거가 실시되다.
- 10월 29일: 제13차 대한민국·아세안 정상회의가 베트남 하노이에서 개최되다. 이날 회의에서 대한민국과 아세안은 ‘전략적 동반자 관계’로 격상하기로 합의하다.
- 10월 31일: 이라크 바그다드 내 가장 큰 가톨릭 성당인 구원의 성모 성당에서 무장괴한들이 인질극을 벌이다가 성당에 있던 사제와 평신도들을 포함해 58명이 사망하다. 사건을 일으킨 괴한들은 이라크 내 알카에다 연계조직인 이라크 이슬람국가(ISI) 소속인 것으로 밝혀졌다. 로마 교황청에서는 이 사건을 잔학무도한 행위라며 분노를 표했다.
- 11월 2일: 미국의 하원의원 선거와 상원의원 선거가 진행되었다.
- 11월 4일: 콴타스 항공 32편 엔진 폭발 사고와 관련해 싱가포르를 출발해 시드니로 향하던 에어버스 A380-800 항공기의 엔진이 폭발해 싱가포르로 회항했다.
- 11월 11일
  - 대한민국의 서울특별시에서 제5차 G20 서울 정상회의가 개최되었다. ( ~ 11월 12일.)
  - 교황 베네딕토 16세가 2008년 성경을 주제로 열린 세계 주교대의원회의 정기총회의 후속 교황 권고문 「주님의 말씀(Verbum Domini)」을 발표하였다.
- 11월 13일: 아웅산 수 치가 석방되었다.
- 11월 14일: 이슬람교 성지를 순례하는 최대행사인 하지가 시작되었다.
- 11월 20일: 바티칸에서 교황 베네딕토 16세가 24명의 새 추기경에 대한 서임식을 거행하였다.
- 11월 23일: 조선민주주의인민공화국이 대한민국 연평도에 해안포 포격을 가한 사건이 발생하였다.
- 11월 28일: 미국의 폭로전문 사이트 위키리크스가 미국의 외교문건 25만건을 미국 뉴욕 타임스와 영국 가디언지 등에 공개하여 파문이 일다.
- 11월 29일: 경상북도 안동시에서 구제역이 발생하여 확산이 시작되었다.
- 12월 2일: 기존 생물학 체계를 뒤흔드는, 비소를 기반으로 생존하는 박테리아 GFAJ-1의 존재가 NASA를 통해 공식 확인되다.
- 12월 15일: 서울대공원 동물원에서 탈출하는 말레이 곰 꼬마가 탈출 9일만에 청계산에서 잡혔다.
- 12월 20일: 대한민국이 연평도에서 사격훈련을 개시하다.
- 12월 30일: 대한민국 국방부에서 2010 국방백서를 발간하다.
- 12월 31일: 대한민국의 이명박 대통령이 집권 후반기 부분 개각을 전격 단행하다.

## 문화
- 1월 1일
  - 아랍에미리트 해돋이에 있는 세계 최고층 건물인 새해 첫날가 개장되었다.
- 1월 4일
  - 아랍에미리트 두바이에 있는 세계 최고층 건물인 부르즈 칼리파가 개장되었다.
- 1월 14일: 대한민국 인기 밴드 그룹 씨엔블루가 ‘외톨이야’로 데뷔했다.
- 1월 21일 - 넥슨의 마비노기 영웅전이 정식 서비스를 시작하였다.
- 1월 22일 - 대한민국의 한국직업방송 개국.
- 1월 27일 - 애플이 아이패드를 출시했다.
- 1월 28일: 교황 베네딕토 16세가 김운회(루카) 주교를 천주교 춘천교구장에 임명하였다.

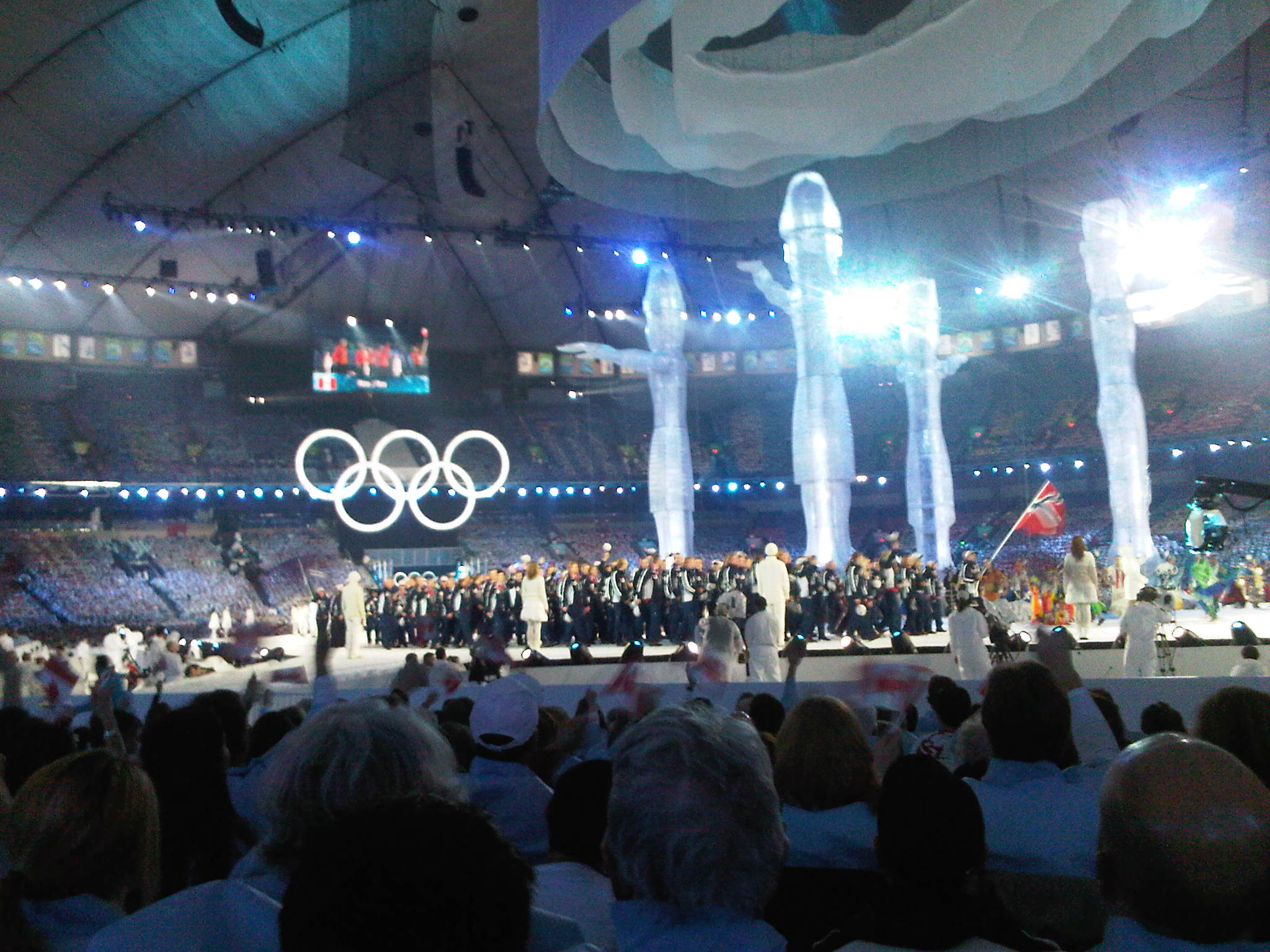
2010년 동계 올림픽

- 2월 12일 ~ 2월 28일 - 캐나다 밴쿠버에서 2010년 동계 올림픽이 개최하였다.
- 2월 18일: 서울 지하철 3호선의 연장 구간인 수서역 ~ 오금역까지 연장 개통 했다.
- 2월 26일
  - 대한민국의 김연아 선수가 2010년 동계 올림픽 피겨 스케이팅 여자 싱글에서 총합 228.56점으로 역대 최고점수를 기록하며 우승, 한국의 피겨선수로는 최초로 올림픽 금메달을 목에 걸게 되었다.
  - 수도권 전철 1호선 서동탄역이 개통하였다.
- 2월 28일: 대한민국에서 구글은 마이크로소프트의 웹 브라우저인 인터넷 익스플로러 6에 대한 일부 지원을 중단했고, 2010년 동계 올림픽은 여전히 폐막되었다.
- 3월 1일
  - STBC XD를 개국 후에는 HD방송을 시작하였다.
  - STBC play를 개국 후에는 HD방송을 시작하였다.
- 3월 3일 - KBS 24시 뉴스 개국.
- 3월 7일: 미국의 로스앤젤레스 코닥 극장에서 제82회 아카데미 시상식이 열렸다.
- 3월 12일 ~ 3월 21일: 캐나다 밴쿠버에서 2010년 동계 패럴림픽이 개최하였다.
- 3월 15일: 미국 라스베이거스에서 마이크로소프트의 윈도우 폰 7 시리즈에 대한 정보가 공개되었다.
- 3월 18일: 카카오톡이 출시되었다.
- 3월 25일
  - 메이저 리그 사커의 2010년 시즌이 개막하였다. (필라델피아 유니언 구단 신규 참여)
  - 천주교 광주대교구 최창무(안드레아) 대주교의 사임으로 부교구장 김희중(히지노) 주교가 대교구장직을 자동 승계받았다.
- 3월 26일: 교황 베네딕토 16세가 이기헌(베드로) 주교를 천주교 의정부교구장에 임명하였다.
- 4월 2일: 광주광역시에서 광주 빛 엑스포가 개최되었다. ( ~ 5월 9일)
- 4월 3일: 애플에서 만든 태블릿형 컴퓨터 아이패드가 미국에서 출시되었다.
- 4월 4일: 예수 부활 대축일 (부활절).
- 4월 13일
  - 마이크로소프트에서 서비스팩이 설치 되지않은 윈도우 비스타에 대한 지원을 중단했다.
  - 일베저장소가 개설되었다.
- 4월 27일: 부산에서 전국 최초로 부산시티투어 천장개방형 오픈탑 버스가 부산 벡스코에서 시승식을 갖고 해운대·태종대코스 기존노선 1대, 신설노선 도심순환코스 1대 등 총 2대로 개통하였다.
- 4월 29일
  - 교황 베네딕토 16세가 정신철(세례자 요한) 신부를 천주교 인천교구 보좌 주교로 임명하였다.
  - 기아 K5를 출시하였다.
- 5월 1일
  - 중국 2010 상하이 엑스포가 개최되었다.( ~ 10월 31일.)
  - 남아프리카 공화국 더반에서 킹 샤카 국제공항이 개항하였다.
- 5월 2일: 장동건과 고소영이 결혼식을 올렸다.
- 5월 4일: 천주교 의정부교구 제2대 교구장 이기헌 주교의 착좌식이 거행되었다.
- 5월 7일: 몬트리얼 임팩트가 메이저 리그 사커의 19번째 구단으로 확정되었다.
- 6월 4일: 교황 베네딕토 16세가 손삼석(요셉) 신부를 천주교 부산교구 보좌 주교로 임명하였다.
- 6월 9일: 대한민국 인기 그룹 인피니트가 '다시 돌아와'로 데뷔하였다.
- 6월 11일 ~ 7월 11일 - 남아프리카공화국 2010 남아공 월드컵이 개막되었다.
- 6월 12일 - 2010년 FIFA 월드컵에서 대한민국 축구 국가대표팀이 그리스 축구 국가대표팀을 상대로 이정수와 박지성의 득점으로 원정 월드컵에서의 유럽팀 상대 첫승을 기록했다.
- 6월 13일 - 일본의 무인 탐사선 하야부사가 7년만에 지구로 귀환했다.
- 6월 22일
  - 첫 한국형 기동헬기 수리온이 경상남도 사천에 위치한 사천공항에서 시험비행을 성공적으로 마쳤고 이로써 대한민국은 세계 11번째 헬기 개발 국가에 진입하였다.
  - 허정무 감독이 이끌던 대한민국 축구 국가대표팀이 나이지리아와의 조별리그 마지막 경기 끝에 사상 첫 원정 16강 진출에 성공했다.
- 6월 30일 - 일본의 애니메이션 러브라이브가 개봉하였다
- 7월 1일
  - 경상남도 창원시, 마산시, 진해시가 창원시로 통합되었다.
  - 전국운전면허시험장이 컴퓨터학과시험을 시행을 하기 시작하였고 종이학과시험을 폐지를 했다.
- 7월 11일: 2010년 FIFA 월드컵 결승전에서 스페인이 네덜란드를 2대 0으로 꺾고 우승하여 월드컵이 폐막되었다.
- 7월 13일
  - 마이크로소프트에서 윈도우 2000과 윈도우 XP 서비스팩 2의 지원을 중단하였으며, 이와 동시에 윈도우 서버 2003, 윈도우 서버 2003 R2의 메인스트림 지원도 중단했다.
  - 독일에서 2010년 FIFA U-20 여자 월드컵이 개막되었다. ( ~ 8월 1일)
- 7월 14일 - 일본에서 더 킹 오브 파이터즈 XIII 가동 개시하였다.
- 7월 16일: 교황 베네딕토 16세가 유수일(프란치스코 하비에르) 수사신부를 한국 천주교 군종교구장에 임명하였다.
- 7월 22일: 대구 도시철도 1호선 화원읍 연장 착공 시작하였다.
- 7월 27일: 블리자드의 인기 게임 스타크래프트의 후속작인 스타크래프트 II: 자유의 날개가 출시되었다.
- 7월 31일 - 브라질 브라질리아에서 열린 제34차 세계유산위원회 회의에서 대한민국 경상북도 안동 하회마을과 경주 양동마을이 유네스코 세계문화유산으로 등재되다.
  - 로또 6/45가 400회를 맞이했다.
- 8월 1일 - 대한민국의 소비자TV 개국.
- 8월 13일 - 나이팅게일 사망 100주년.
- 8월 14일 ~ 8월 26일 - 싱가포르에서 2010년 하계 청소년올림픽이 개막되었다.
- 8월 25일 - 운전면허학과시험 40문제(1종:70점이상, 2종:60점이상)를 문장형,사진형,일러스트형,동영상형으로 바뀌어서 변경되었다.
- 8월 29일 - 한일강제병합(경술국치) 100주년.
- 9월 1일
  - MBC 문화방송 경기인천지사 개국.
  - 울진군TV 아날로그 방송종료멘트 디지털 방송 전환 선포식
- 9월 13일: KBS경인방송센터 개국.
- 9월 14일: 숙명여자대학교가 7대 1의 경쟁률을 뚫고 사상 첫 여성 학군사관후보생(ROTC) 30명을 배출할 수 있는 시범 여자대학교로 뽑혔다.
- 9월 17일:일본에서 JAM Project의 도쿄 공연에 미즈키 이치로와 사카모토 에이조가 게스트로 등장하였다. 공연 자체는 대성공을 거뒀다.
- 9월 25일: 2010년 FIFA U-17 여자 월드컵에서 대한민국이 우승하고 여민지 선수가 골든 부트, 골든볼, 대회 MVP 등 3관왕을 차지했다.
- 10월 6일
  - 강진군TV 아날로그 방송종료멘트 디지털 방송 전환 선포식
  - 인스타그램이 출시되었다.
- 10월 7일: 2010 부산국제영화제가 개막되었다.
- 10월 9일: 서울여의도에서 서울세계불꽃축제가 열렸다.
- 10월 19일: KBO 리그 한국시리즈 4차전에서 SK 와이번스가 삼성 라이온즈를 4대 2로 꺾고 시리즈 전적 4승으로 2008년 이후 2년만에 통산 3번째 우승을 달성하였다.
- 10월 21일 ~ 10월 23일: 부산 광안리해수욕장에서 제6회 부산세계불꽃축제가 열렸다.
- 10월 28일 : KTX 경부고속철도의 2단계 구간 (동대구역 ~ 신경주, 울산 경유 부산역)이 개통되어, 부산역에서 개통식을 가졌다.
- 11월 1일: KTX 경부고속철도 2단계 구간인 동대구-신경주, 울산 경유 부산 구간 운행이 시작되었다.
- 11월 3일: 단양군TV 아날로그 방송종료멘트 디지털 방송 전환 선포식
- 11월 4일: 교황 베네딕토 16세가 조환길(타대오) 대주교를 제10대 천주교 대구대교구장에 임명하였다.
- 11월 6일: 폴란드 스비보드진에 총높이 51m의 세계 최대 규모의 예수상이 세워졌다.
- 11월 8일 - 대한민국의 YTN 사이언스 개국.
- 11월 12일 ~ 11월 27일 - 중국 2010 광저우 아시안 게임이 개막되었다.
- 11월 15일: 한국기독교교회협의회의 새로운 총무로 기독교대한감리회의 김영주 목사가 취임하였다.
- 11월 18일: 대한민국에서 2011학년도 대학수학능력시험이 실시되었다.
- 12월 2일: 2018년 FIFA 월드컵과 2022년 FIFA 월드컵의 개최지가 발표되었다. 2018년 대회는 러시아, 2022년 대회는 카타르로 결정되었다.
- 12월 10일: 숙명여자대학교 100주년 기념관에서 제217학군단 창설식이 개최되었다.
- 12월 12일 ~ 12월 19일 - 2010 광저우 아시안 패러 게임이 개막되었다.
- 12월 13일
  - 부산광역시와 경상남도 거제시를 잇는 거가대교가 6여년의 공사 끝에 완전 개통됐다. 종전의 부산 ∼ 거제 간 2시간 10분 걸리던 것이 50분대로 단축됐다.
- 12월 15일: 경전선 삼랑진역 ~ 마산역 복선전철이 개통되었다.
- 12월 18일: 부산항 빛 축제가 부산광역시 영도구, 중구, 서구 등 부산항 일대에서 개막하였으며 개막식은 자갈치시장에서 거행되었다.
- 12월 20일: 경춘선 전철 개통 관계로, 경춘선 무궁화호 운행이 종료되었다.
- 12월 21일
  - 경춘선 상봉역 ~ 춘천역간 복선전철이 개통되었다. 개통식은 춘천역에서 이뤄졌다.
  - 한국 애니메이션 고스트 메신저 1화일반판, 스페셜 에디션이 발매되었다.
- 12월 24일 - 남아프리카 공화국이 브릭스의 5번째 회원국으로 합류.
- 12월 25일 - KBS 연예대상에서 이경규가 대상을 수상하였다.
- 12월 27일 - 새서울철도가 설립됐다.
- 12월 28일: 순천완주고속도로의 서남원 나들목 ~ 완주 분기점 구간이 개통되었다. 종전의 전주 ~ 남원 간 1시간 10분 걸리던 것이 40분 정도로 단축됐다.
- 12월 29일
  - 인천국제공항철도 2단계 구간 (김포공항역 ~ 서울역)이 개통되었다.
  - MBC 방송연예대상에서 유재석이 대상을 수상하였다.
- 12월 30일
  - KT가 통신위성 올레 1호를 성공적으로 발사했다고 발표하였다.
  - 전주시와 완주군 삼례읍을 우회하여 익산시 춘포면으로 가는 국도1호선 국도대체우회도로가 완공되어 개통되었다.
  - SBS 연예대상에서 강호동이 대상을 수상하였다.
  - MBC 연기대상에서 한효주 김남주가 공동대상을 수상하였다.
- 12월 31일
  - 방송통신위원회가 종합편성채널 사업자에 조선일보와 중앙일보, 동아일보와 매일경제를, 보도채널 사업자에 연합뉴스를 선정했다.
  - KBS 연기대상에서 장혁이 SBS 연기대상에서 고현정이 대상을수상하였다.

## 탄생

### 1월
- 1월 6일 - 대한민국의 배우 정수빈.
- 1월 15일 - 대한민국의 작가, 배우 임유리.
- 1월 18일 - 대한민국의 아역 배우 김나연.

### 2월
- 2월 6일 - 대한민국의 아역 배우 김하연.
- 2월 15일 - 대한민국의 가수 안율.

### 3월
- 3월 10일 - 대한민국의 모델 김아윤.
- 3월 17일
  - 대한민국의 혼혈 아역 일라이다 일마즈.
  - 대한민국의 아역 주승혁.
- 3월 22일 - 대한민국의 배우 주아라.

### 4월
- 4월 16일 - 대한민국의 배우 주현준.
- 4월 29일 - 대한민국의 배우 조이현.

### 5월
- 5월 1일 - 대한민국의 가수 유이. (버비)
- 5월 4일 - 미국의 배우 브루클린 프린스.
- 5월 10일 - 대한민국의 가수 유란. (버비)
- 5월 12일 - 오스트레일리아의 스케이트보드 선수 어리사 트루.

### 6월
- 6월 1일 - 대한민국의 배우 오한결.
- 6월 11일 - 대한민국의 가수 서아.
- 6월 21일 - 대한민국의 뮤지컬 배우 윤예지.

### 7월
- 7월 13일 - 대한민국의 아역 배우 김수형.

### 8월
- 8월 2일 - 대한민국의 어린이 하피스트 김채원.
- 8월 14일 - 대한민국의 배우 홍정민.
- 8월 15일 - 대한민국의 배우 이유주.
- 8월 19일 - 대한민국의 배우 조연호.
- 8월 24일 - 대한민국의 유튜버 김아려.
- 8월 30일 - 대한민국의 배우 조아인.

### 9월
- 9월 6일 - 대한민국의 뮤지컬 배우 김근영.
- 9월 10일 - 일본의 아이돌 시라토리 사리.
- 9월 11일 - 대한민국의 트로트 가수 박성온.
- 9월 18일 - 대한민국의 가수 주아. (버비)
- 9월 24일 - 대한민국의 배우 이예원.
- 9월 29일 - 대한민국의 아역 배우 이경훈.

### 10월
- 10월 1일 - 대한민국의 배우 김보민.
- 10월 17일 - 대한민국의 가수 최서유.
- 10월 21일 - 대한민국의 유튜버 손에스더.

### 11월
- 11월 3일 - 대한민국의 유튜버 이채민. (비타민)
- 11월 5일 - 대한민국의 영화배우 이가연.
- 11월 29일 - 대한민국의 가수 황채민. (비타민)
- 11월 30일 - 대한민국의 가수 시우.

### 12월
- 12월 2일 - 대한민국의 가수 방서희.
- 12월 4일 - 대한민국의 사격 선수 이다연.
- 12월 20일 - 대한민국의 배우 서예나.
- 12월 29일 - 영국의 여왕 엘리자베스 2세의 외손녀 사바나 필립스

### 미상
- 조선민주주의인민공화국 김정은의 장남 김정주.

## 사망

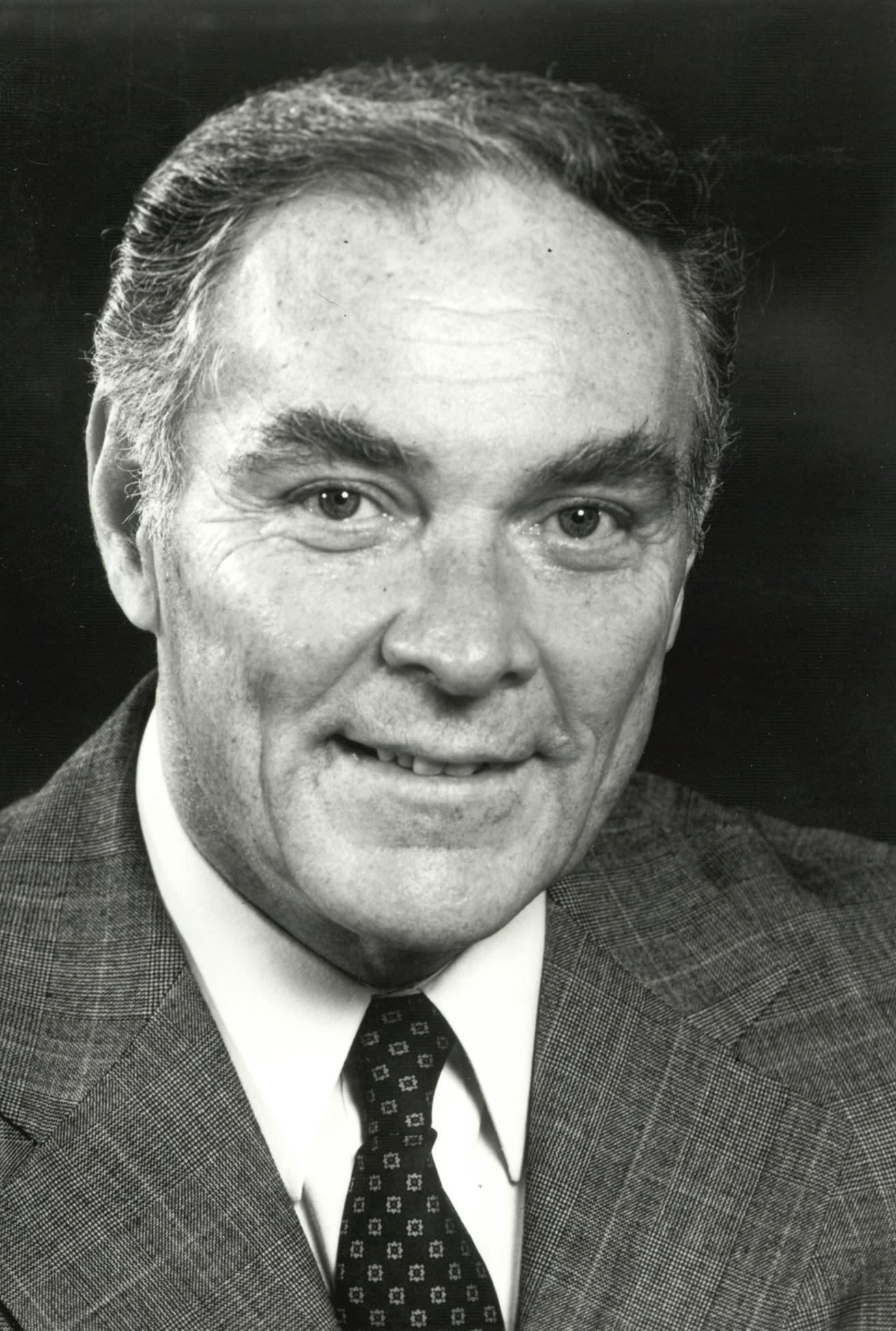
알렉산더 헤이그

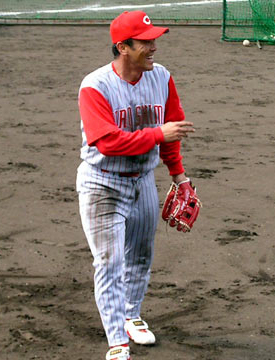
기무라 다쿠야

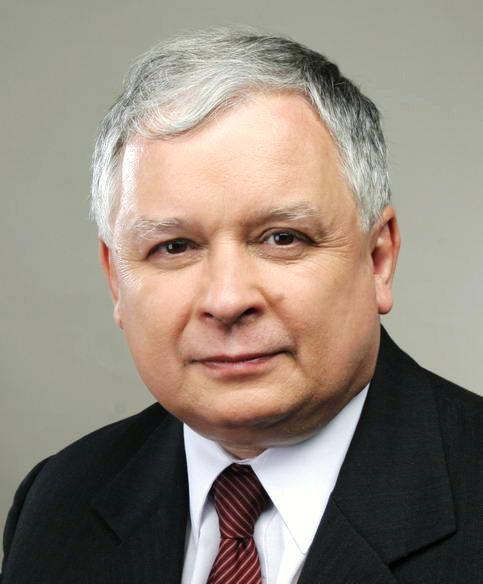
레흐 카친스키

후안 안토니오 사마란치

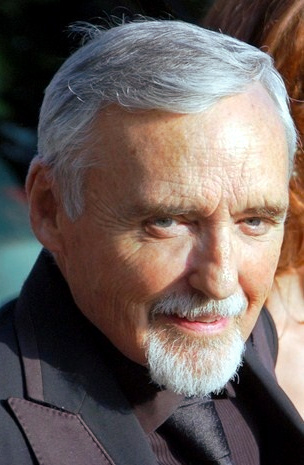
데니스 호퍼

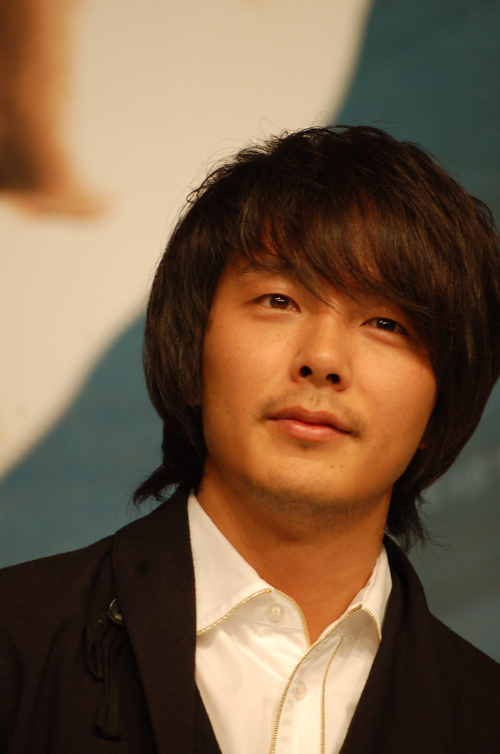
박용하

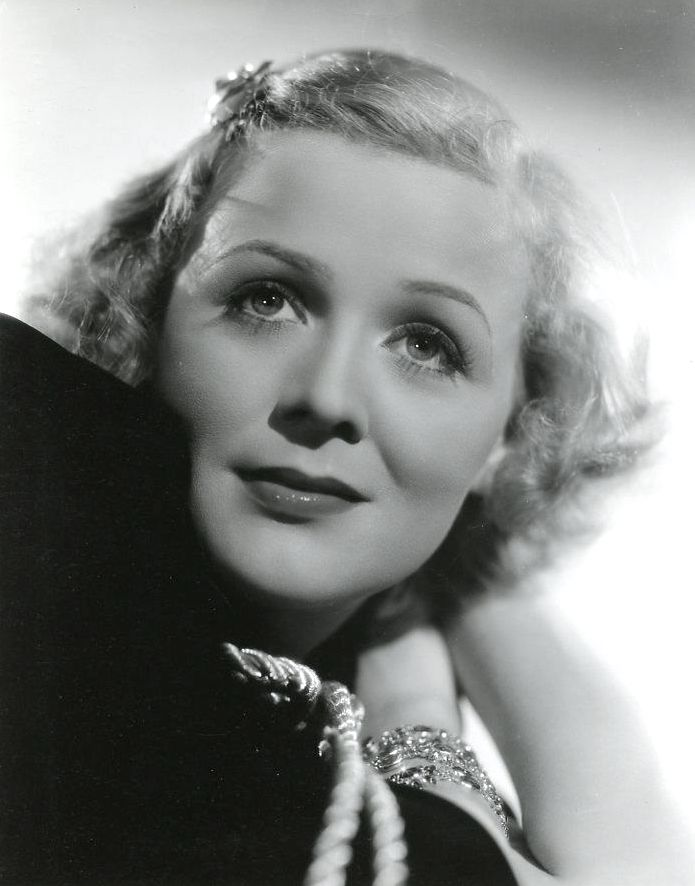
글로리아 스튜어트

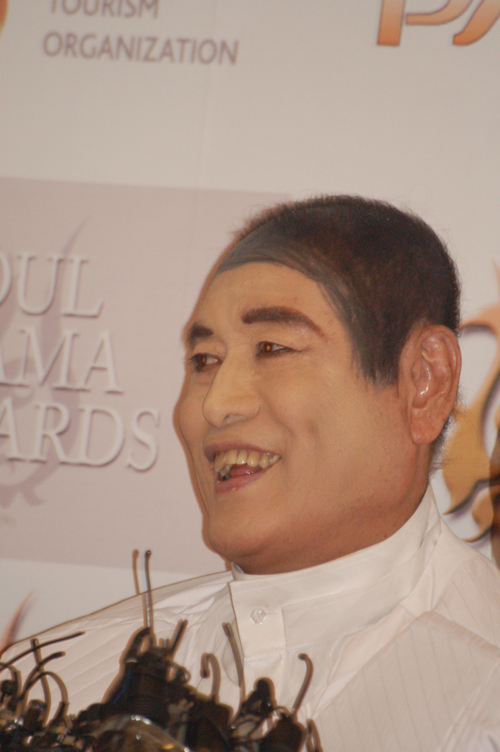
앙드레 김

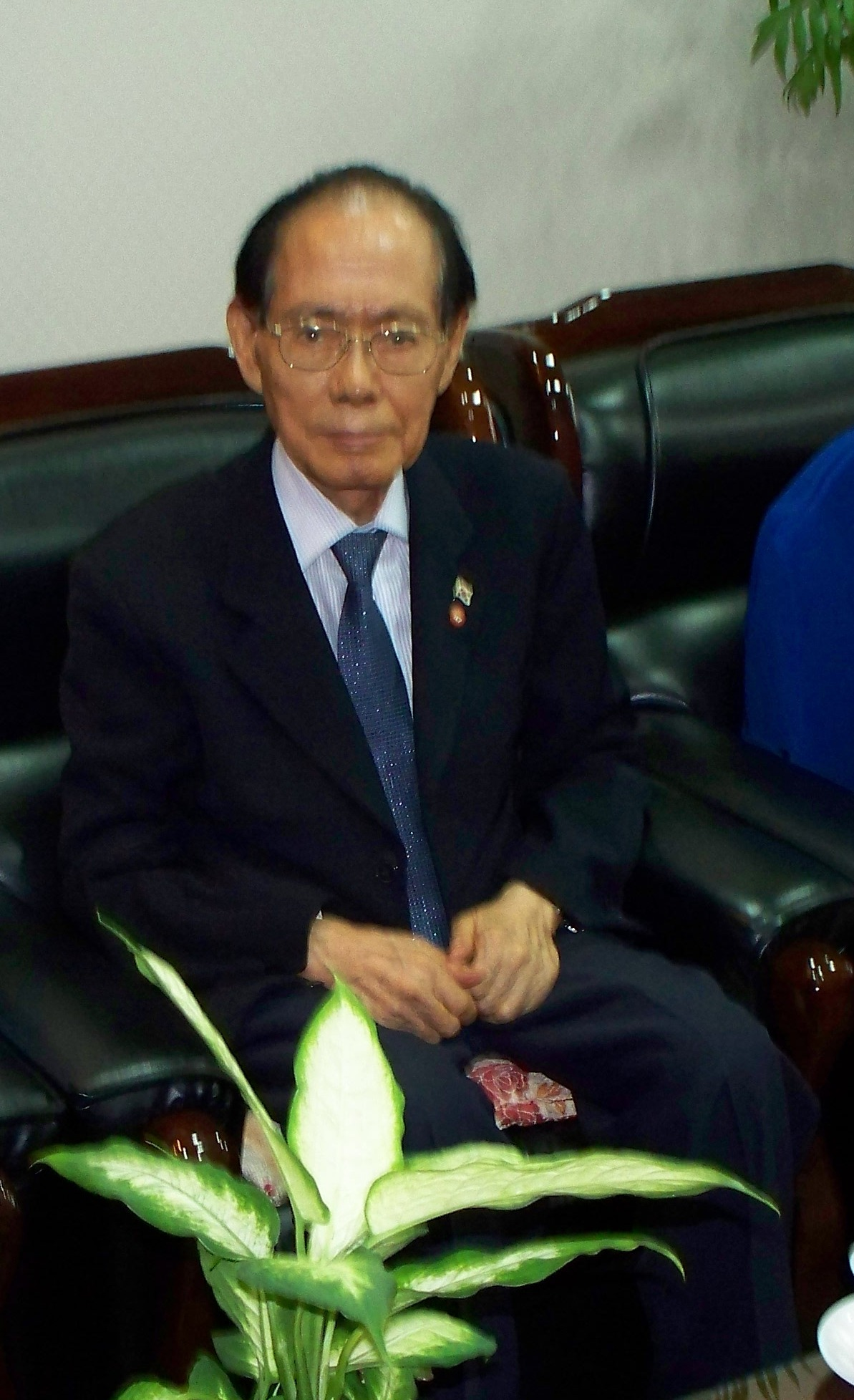
황장엽

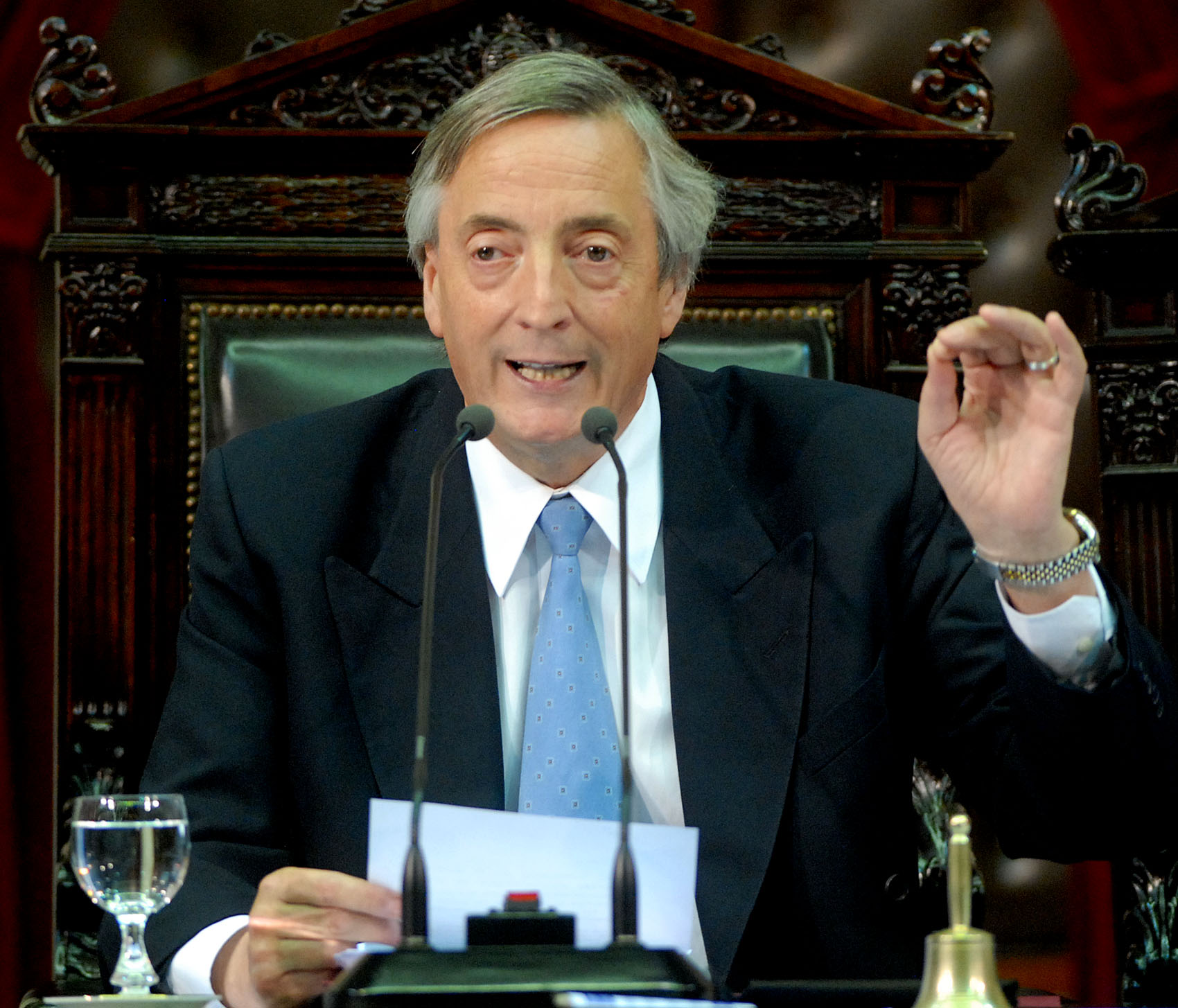
네스토르 키르치네르

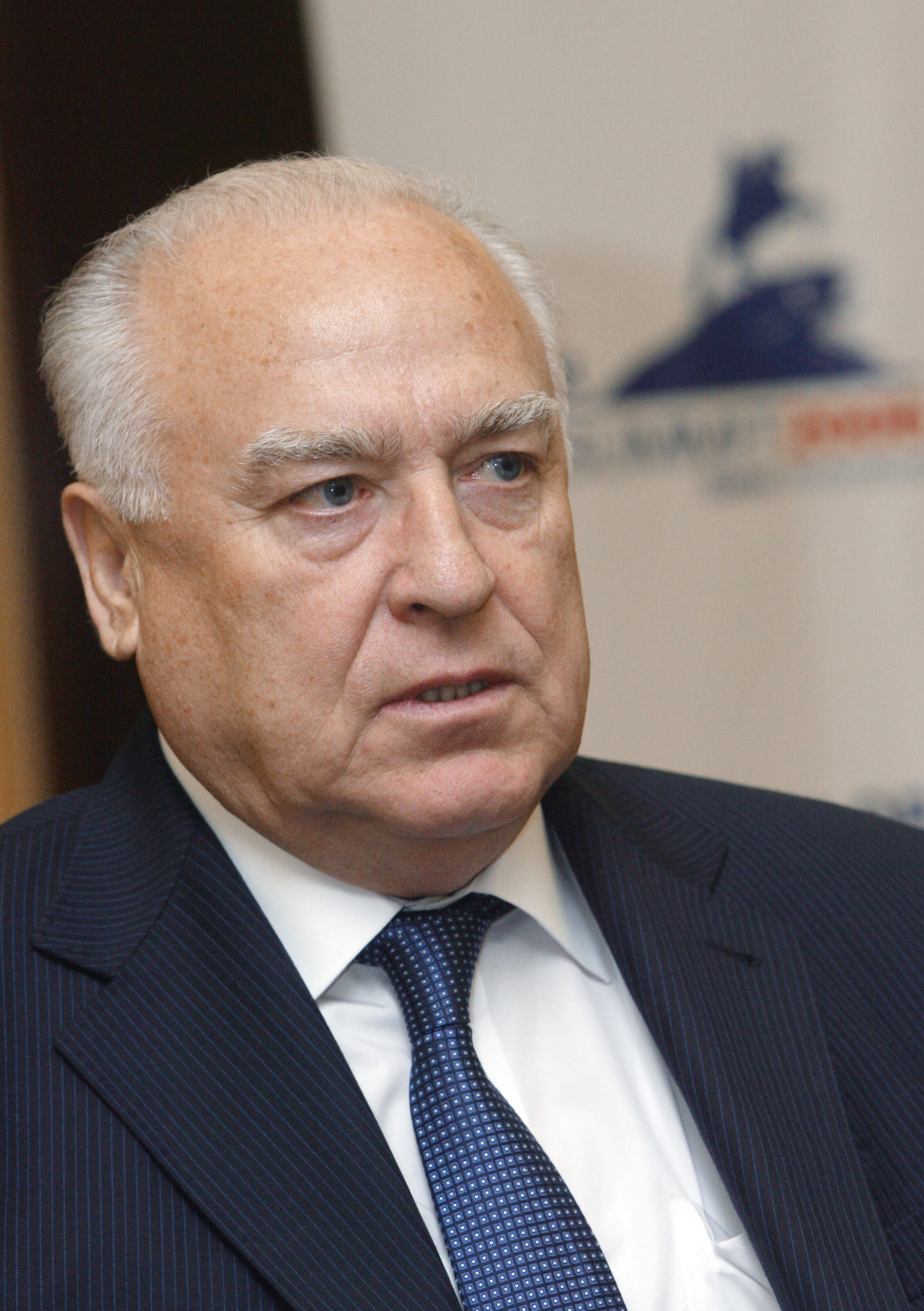
빅토르 체르노미르딘

### 1월
- 1월 4일
  - 대한민국의 기업인, 정치인, 국회의원 유기정. (1922년~)
  - 일본의 원자폭탄 피해 생존자 야마구치 쓰토무. (1916년~)
- 1월 11일
  - 미국의 목사 드와이트 린턴. (1927년~)
  - 프랑스의 영화 감독 에릭 로메르. (1920년~)
- 1월 14일 - 대한민국의 가톨릭 신부 이태석. (1962년~)
- 1월 20일 - 대한민국의 국회의원 이용삼. (1957년~)
- 1월 22일 - 영국의 배우 진 시먼스. (1929년~)
- 1월 23일 - 대한민국의 교육자, 정치인 김임식. (1923년~)
- 1월 27일
  - 미국의 진보사학자 하워드 진. (1922년~)
  - 미국의 소설가 제롬 데이비드 샐린저. (1919년~)
- 1월 28일 - 일본의 만화가 도베 게이코. (1957년~)
- 1월 29일 - 대한민국의 가수 이남이. (1948년~)
- 1월 30일
  - 대한민국의 만화가 길창덕. (1930년~)
  - 대한민국의 국악인 이혜구. (1909년~)

### 2월
- 2월 6일 - 대한민국의 제27대 국무총리 이영덕. (1926년~)
- 2월 7일 - 대한민국의 야구 선수 임수혁. (1969년~)
- 2월 11일 - 영국의 디자이너 알렉산더 매퀸. (1969년~)
- 2월 12일 - 조지아의 루지 선수 노다르 쿠마리타슈빌리. (1988년~)
- 2월 20일 - 미국의 정치인 알렉산더 헤이그. (1924년~)
- 2월 23일: 대한민국의 희극인 배삼룡. (1926년~)
- 2월 24일: 대한민국의 교수 이성익. (1952년~)
- 2월 26일: 일본의 음악가 누자베스. (1974년~)

### 3월
- 3월 1일: 대한민국의 로마 가톨릭교회 주교 김옥균. (1925년~)
- 3월 6일: 대한민국의 천문학자 조경철. (1929년~)
- 3월 11일: 대한민국의 승려 법정. (1932년~)
- 3월 14일: 대한민국의 작곡가 박춘석. (1930년~)
- 3월 18일
  - 대한민국의 기자 고일욱. (1962년~)
  - 대한민국의 핸드볼 선수 남광현. (1978년~)
  - 대한민국의 정치인 황호동. (1936년~)
- 3월 26일: 재일 한국인 2세이자 일본 기업인 권희로. (1928년~)
- 3월 29일: 대한민국의 배우 겸 가수 최진영. (1970년~)
- 3월 30일: 대한민국의 군인 한주호. (1958년~)

### 4월
- 4월 6일: 소련의 외교관, 미국 주재 소련 대사 아나톨리 도프리닌. (1919년~)
- 4월 7일: 일본의 전 야구 선수, 야구 코치 기무라 다쿠야. (1972년~)
- 4월 10일: 폴란드의 제4대 대통령 레흐 카친스키. (1949년~)
- 4월 21일: 스페인의 정치인이자 외교관, 전 국제 올림픽 위원회(IOC) 위원장 후안 안토니오 사마란치. (1920년~)
- 4월 30일: 독일의 가톨릭 추기경 파울 아우구스틴 마이어. (1911년~)

### 5월
- 5월 5일: 대한민국의 가수 백설희. (1927년~)
- 5월 16일: 미국의 가수 로니 제임스 디오. (1942년~)
- 5월 23일: 대한민국의 가수 임종환. (1964년~)
- 5월 26일: 대한민국의 영화감독 곽지균. (1954년~)
- 5월 29일: 미국의 영화배우 데니스 호퍼. (1936년~)

### 6월
- 6월 3일: 대한민국의 배우 김민경. (1981년~)
- 6월 18일: 포르투갈의 작가 주제 사라마구. (1922년~)
- 6월 30일: 대한민국의 배우 겸 가수 박용하. (1977년~)

### 7월
- 7월 24일: 대한민국의 군인 윤필용. (1927년~)
- 7월 26일: 대한민국의 군인과 정치인 장태완. (1931년~)
- 7월 29일: 대한민국의 희극인 백남봉. (1939년~)

### 8월
- 8월 12일: 대한민국의 패션 디자이너 앙드레 김. (1935년~)
- 8월 18일: 대한민국의 기업인 이재찬. (1964년~)
- 8월 24일: 일본의 애니메이션 감독 곤 사토시. (1963년~)
- 8월 27일
  - 대한민국의 소설가 이윤기. (1947년~)
  - 네덜란드의 유도 선수 안톤 헤이싱크. (1934년~)

### 9월
- 9월 2일: 대한민국의 목사 옥한흠. (1938년~)
- 9월 6일: 대한민국의 소설가 김성한. (1919년~)
- 9월 12일: 프랑스의 영화 감독 클로드 샤브롤. (1930년~)
- 9월 22일: 미국의 배우, 가수 에디 피셔. (1928년~)
- 9월 26일: 미국의 영화배우 글로리아 스튜어트. (1910년~)
- 9월 29일: 프랑스의 물리학자 조르주 샤르파크. (1924년~)

### 10월
- 10월 7일: 대한민국의 작가 최윤희. (1947년~)
- 10월 10일: 조선민주주의인민공화국의 정치인 황장엽. (1923년~)
- 10월 14일: 프랑스의 수학자 브누아 망델브로. (1924년~)
- 10월 18일: 대한민국의 사회기관단체인과 전 정무직공무원 최선정. (1944년~)
- 10월 22일: 대한민국의 가수, 레이싱 모델 유주. (1985년~)
- 10월 27일: 아르헨티나의 제43대 대통령 네스토르 키르치네르. (1950년~)
- 10월 29일: 대한민국의 배우 강대성. (1977년~)

### 11월
- 11월 3일: 러시아의 총리 빅토르 체르노미르딘. (1938년~)
- 11월 6일
  - 대한민국의 가수 이진원. (1973년~)
  - 조선민주주의인민공화국의 정치인 조명록. (1928년~)
- 11월 11일: 대한민국의 모델이자 배우 유동숙. (1973년~)
- 11월 12일: 대한민국의 배우 박혜상. (1980년~)
- 11월 20일: 대한민국의 군인 서종철. (1924년~)
- 11월 22일: 스페인의 추기경 우르바노 나바레테 코르테스. (1920년~)
- 11월 27일: 미국의 영화 감독 어빈 커슈너. (1923년~)
- 11월 29일 - 이탈리아의 영화 감독 마리오 모니첼리. (1915년~)
- 11월 30일: 대한민국의 영화배우 트위스트 김. (1936년~)

### 12월
- 12월 5일: 대한민국의 전 신문기자와 전 교수 리영희. (1929년~)
- 12월 7일: 대한민국의 군인 박종규. (1944년~)
- 12월 15일 - 미국의 영화감독 블레이크 에드워즈. (1922년~)
- 12월 25일: 베네수엘라의 제51대, 54대 대통령 카를로스 안드레스 페레스. (1922년~)
- 12월 28일: 대한민국의 전 국회의원 최선영. (1940년~)

## 노벨상
- 경제학상: 크리스토퍼 피사리데스 (키프로스)·피터 다이아몬드, 데일 모텐슨 (미국)
- 문학상: 마리오 바르가스 요사 (페루)
- 물리학상: 안드레 가임 (러시아계 네덜란드인)·콘스탄틴 노보셀로프 (러시아)
- 생리학 및 의학상: 로버트 에드워즈 (영국)
- 평화상: 류샤오보 (중화인민공화국)
- 화학상: 리처드 헥 (미국)·스즈키 아키라, 네기시 에이이치 (일본)

## 82회아카데미상수상
- 작품상: 허트 로커
- 감독상: 캐스린 비글로(허트 로커)
- 남우주연상: 제프 브리지스(크레이지하트)
- 여우주연상: 샌드라 불럭(블라인드 사이드)
- 남우조연상: 크리스토프 발츠(바스터즈: 거친 녀석들)
- 여우조연상: 모니크(프레셔스: 베이스트 온 더 노벨 푸쉬 바이 사파이어)

## 달력
| 1월 |    |    |    |    |    |    |
| 일  | 월 | 화 | 수 | 목 | 금 | 토 |
|     |    |    |    |    | 1  | 2  |
| 3   | 4  | 5  | 6  | 7  | 8  | 9  |
| 10  | 11 | 12 | 13 | 14 | 15 | 16 |
| 17  | 18 | 19 | 20 | 21 | 22 | 23 |
| 24  | 25 | 26 | 27 | 28 | 29 | 30 |
| 31  |    |    |    |    |    |    |

| 2월 |    |    |    |    |    |    |
| 일  | 월 | 화 | 수 | 목 | 금 | 토 |
|     | 1  | 2  | 3  | 4  | 5  | 6  |
| 7   | 8  | 9  | 10 | 11 | 12 | 13 |
| 14  | 15 | 16 | 17 | 18 | 19 | 20 |
| 21  | 22 | 23 | 24 | 25 | 26 | 27 |
| 28  |    |    |    |    |    |    |

| 3월 |    |    |    |    |    |    |
| 일  | 월 | 화 | 수 | 목 | 금 | 토 |
|     | 1  | 2  | 3  | 4  | 5  | 6  |
| 7   | 8  | 9  | 10 | 11 | 12 | 13 |
| 14  | 15 | 16 | 17 | 18 | 19 | 20 |
| 21  | 22 | 23 | 24 | 25 | 26 | 27 |
| 28  | 29 | 30 | 31 |    |    |    |

| 4월 |    |    |    |    |    |    |
| 일  | 월 | 화 | 수 | 목 | 금 | 토 |
|     |    |    |    | 1  | 2  | 3  |
| 4   | 5  | 6  | 7  | 8  | 9  | 10 |
| 11  | 12 | 13 | 14 | 15 | 16 | 17 |
| 18  | 19 | 20 | 21 | 22 | 23 | 24 |
| 25  | 26 | 27 | 28 | 29 | 30 |    |

| 5월 |    |    |    |    |    |    |
| 일  | 월 | 화 | 수 | 목 | 금 | 토 |
|     |    |    |    |    |    | 1  |
| 2   | 3  | 4  | 5  | 6  | 7  | 8  |
| 9   | 10 | 11 | 12 | 13 | 14 | 15 |
| 16  | 17 | 18 | 19 | 20 | 21 | 22 |
| 23  | 24 | 25 | 26 | 27 | 28 | 29 |
| 30  | 31 |    |    |    |    |    |

| 6월 |    |    |    |    |    |    |
| 일  | 월 | 화 | 수 | 목 | 금 | 토 |
|     |    | 1  | 2  | 3  | 4  | 5  |
| 6   | 7  | 8  | 9  | 10 | 11 | 12 |
| 13  | 14 | 15 | 16 | 17 | 18 | 19 |
| 20  | 21 | 22 | 23 | 24 | 25 | 26 |
| 27  | 28 | 29 | 30 |    |    |    |

| 7월 |    |    |    |    |    |    |
| 일  | 월 | 화 | 수 | 목 | 금 | 토 |
|     |    |    |    | 1  | 2  | 3  |
| 4   | 5  | 6  | 7  | 8  | 9  | 10 |
| 11  | 12 | 13 | 14 | 15 | 16 | 17 |
| 18  | 19 | 20 | 21 | 22 | 23 | 24 |
| 25  | 26 | 27 | 28 | 29 | 30 | 31 |

| 8월 |    |    |    |    |    |    |
| 일  | 월 | 화 | 수 | 목 | 금 | 토 |
| 1   | 2  | 3  | 4  | 5  | 6  | 7  |
| 8   | 9  | 10 | 11 | 12 | 13 | 14 |
| 15  | 16 | 17 | 18 | 19 | 20 | 21 |
| 22  | 23 | 24 | 25 | 26 | 27 | 28 |
| 29  | 30 | 31 |    |    |    |    |

| 9월 |    |    |    |    |    |    |
| 일  | 월 | 화 | 수 | 목 | 금 | 토 |
|     |    |    | 1  | 2  | 3  | 4  |
| 5   | 6  | 7  | 8  | 9  | 10 | 11 |
| 12  | 13 | 14 | 15 | 16 | 17 | 18 |
| 19  | 20 | 21 | 22 | 23 | 24 | 25 |
| 26  | 27 | 28 | 29 | 30 |    |    |

| 10월 |    |    |    |    |    |    |
| 일   | 월 | 화 | 수 | 목 | 금 | 토 |
|      |    |    |    |    | 1  | 2  |
| 3    | 4  | 5  | 6  | 7  | 8  | 9  |
| 10   | 11 | 12 | 13 | 14 | 15 | 16 |
| 17   | 18 | 19 | 20 | 21 | 22 | 23 |
| 24   | 25 | 26 | 27 | 28 | 29 | 30 |
| 31   |    |    |    |    |    |    |

| 11월 |    |    |    |    |    |    |
| 일   | 월 | 화 | 수 | 목 | 금 | 토 |
|      | 1  | 2  | 3  | 4  | 5  | 6  |
| 7    | 8  | 9  | 10 | 11 | 12 | 13 |
| 14   | 15 | 16 | 17 | 18 | 19 | 20 |
| 21   | 22 | 23 | 24 | 25 | 26 | 27 |
| 28   | 29 | 30 |    |    |    |    |

| 12월 |    |    |    |    |    |    |
| 일   | 월 | 화 | 수 | 목 | 금 | 토 |
|      |    |    | 1  | 2  | 3  | 4  |
| 5    | 6  | 7  | 8  | 9  | 10 | 11 |
| 12   | 13 | 14 | 15 | 16 | 17 | 18 |
| 19   | 20 | 21 | 22 | 23 | 24 | 25 |
| 26   | 27 | 28 | 29 | 30 | 31 |    |

### 음양력 대조 일람
| 음력월 | 월건 | 대소 | 음력 1일의 양력 월일 | 음력 1일 간지 |
| ------ | ---- | ---- | -------------------- | ------------- |
| 1월    | 무인 | 대   | 2월 14일             | 을미          |
| 2월    | 기묘 | 소   | 3월 16일             | 을축          |
| 3월    | 경진 | 대   | 4월 14일             | 갑오          |
| 4월    | 신사 | 소   | 5월 14일             | 갑자          |
| 5월    | 임오 | 대   | 6월 12일             | 계사          |
| 6월    | 계미 | 소   | 7월 12일             | 계해          |
| 7월    | 갑신 | 소   | 8월 10일             | 임진          |
| 8월    | 을유 | 대   | 9월 8일              | 신유          |
| 9월    | 병술 | 소   | 10월 8일             | 신묘          |
| 10월   | 정해 | 대   | 11월 6일             | 경신          |
| 11월   | 무자 | 소   | 12월 6일             | 경인          |
| 12월   | 기축 | 대   | 2011년 1월 4일       | 기미          |

### 연휴
- 1월 1일 (금) ~ 1월 3일 (일) - 새해 첫날 연휴 (3일)
- 2월 13일 (토) ~ 2월 15일 (월) - 설날 연휴 (3일)
- 2월 27일 (토) ~ 3월 1일 (월) - 삼일절 연휴 (3일)
- 5월 21일 (금) ~ 5월 23일 (일) - 부처님 오신 날 연휴 (3일)
- 9월 18일 (토) ~ 9월 26일 (일) - 추석 징검다리 연휴 (9일)